# 性科学

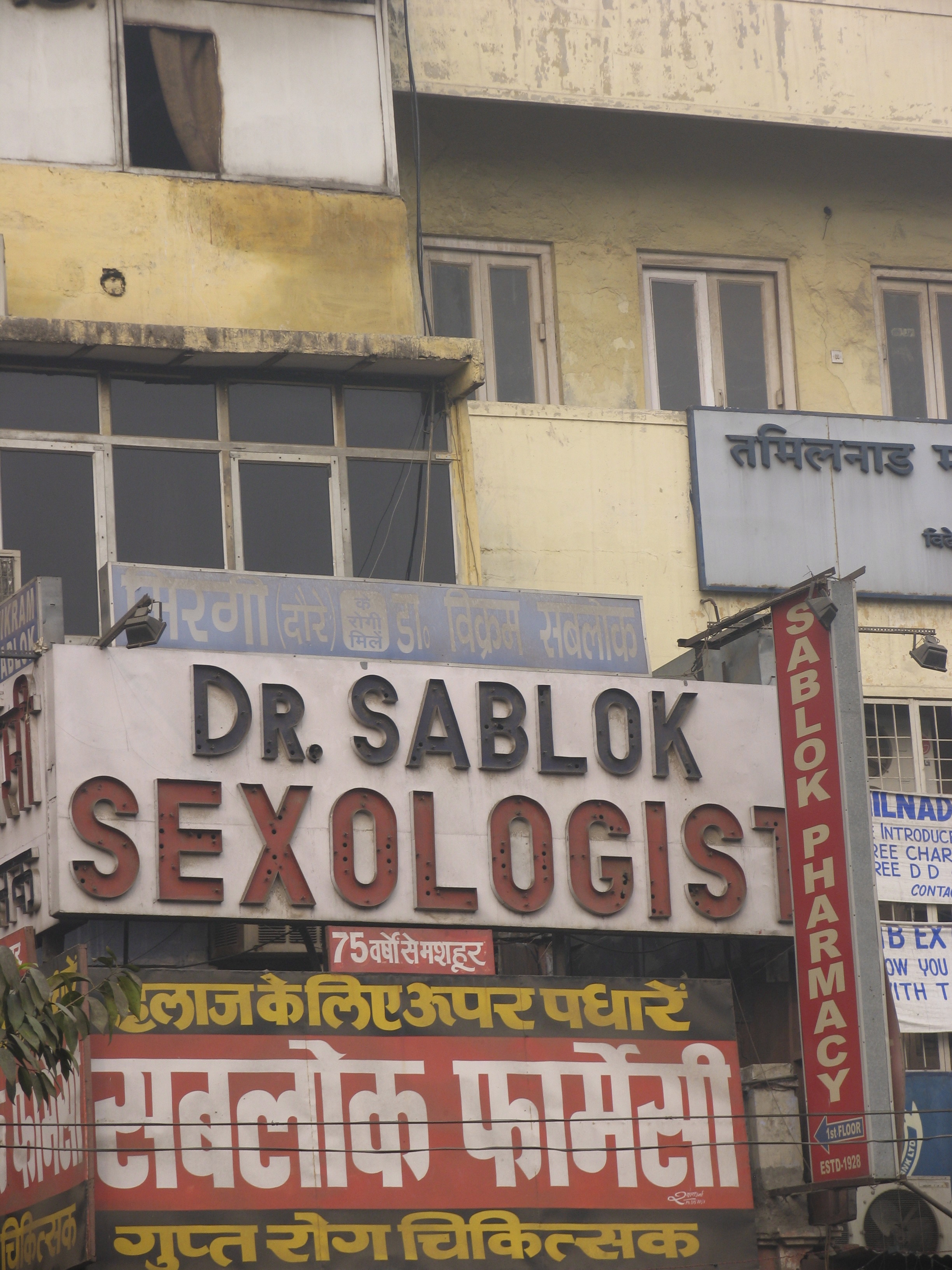
性のカウンセリング所
（インド・デリー）

性科学（せいかがく、英: Sexology）は、ヒトの性への関心、行動、生殖機能などを含む人間の性の科学的研究。「性科学」ないし「セクソロジー」という言葉は、性に関する科学的ではない研究一般について用いられるものではなく、その意味ではポリティカル・サイエンス（political science：政治学）やソシアル・クリティシズム（social criticism：社会批評）とは事情が異なっている。
性科学者たちは、生物学、医学、心理学、疫学、社会学、犯罪学など、いくつもの学問分野からの知見を応用していく。

## 概説
性行動を行う期間が生殖期間に比べて長いことはヒトの特徴の一つであるが、不妊等の研究と比較すると、楽しみとしての性に関する研究はタブー視されがちであった。しかし国民の平均寿命が伸び少子化により生殖期間が短くなった現代日本では、この種の研究分野の活性化が求められている（石濱、1998）。

## 関連書籍
- ダイアグラム・グループ編 『ウーマンズ・ボディ』 鎌倉書房
- ダイアグラム・グループ編 『マンズ・ボディー』 鎌倉書房
- 石濱淳美 『新編セクソロジー辞典』 メディカ出版 : 1995年　ISBN 4895733335
- 石濱淳美 『セクシュアリティの医学』 メディカ出版 : 1998年　ISBN 4895737357
- 村瀬幸浩　『セクソロジー・ノート』 十月舎 : 2004年 ISBN 4434041762
- マスターズ、ジョンソン「人間の性反応」池田書店：1980年
- 大島清 (性科学者)　「快楽の構造」中央公論社：1985年
- 謝国権　「性生活の知恵」
- 奈良林祥　「HOW TO SEX」